# Aïstopoda
Gli aistopodi (Aïstopoda Miall, 1875) sono un ordine di anfibi altamente specializzati, vissuti tra il Carbonifero inferiore e il Permiano inferiore (336 – 272 milioni di anni fa). I loro resti fossili sono stati ritrovati in Europa e in Nordamerica.

## Descrizione
Il corpo degli aistopodi era serpentiforme, di lunghezza compresa tra appena cinque centimetri a oltre un metro. Le zampe erano totalmente assenti e non vi era traccia nemmeno di cinti scapolari o pubici, ma le specializzazioni riguardavano anche il cranio: le orbite erano grandi e le finestre temporali erano altrettanto ampie. Le ossa posteriori del cranio erano fortemente ridotte o addirittura assenti. Alcune forme primitive, come Ophiderpeton, possedevano ossa dermiche molto simili a quelle dei temnospondili, ma in generi evoluti come Phlegethontia e Dolichosoma il cranio era molto leggero e aperto, ridotto a una serie di barre che sostenevano la scatola cranica contro la mandibola inferiore, proprio come nei serpenti odierni. È possibile, quindi, che gli aistopodi del Paleozoico occupassero la stessa nicchia ecologica dei serpenti attuali.
Il corpo era estremamente allungato; le vertebre (fino a 230 in alcuni esemplari) erano olospondile (con una sola parte ossificata per segmento). Mancava un intercentro, anche nella coda, e non c'erano archi emali liberi. L'arco neurale era basso e fuso con il centro. La struttura di queste vertebre era molto simile a quella dei nectridei (Nectridea), e rappresentava la tipica condizione vertebrale dei lepospondili. Le costole erano sottili, mentre la coda era corta e primitiva.

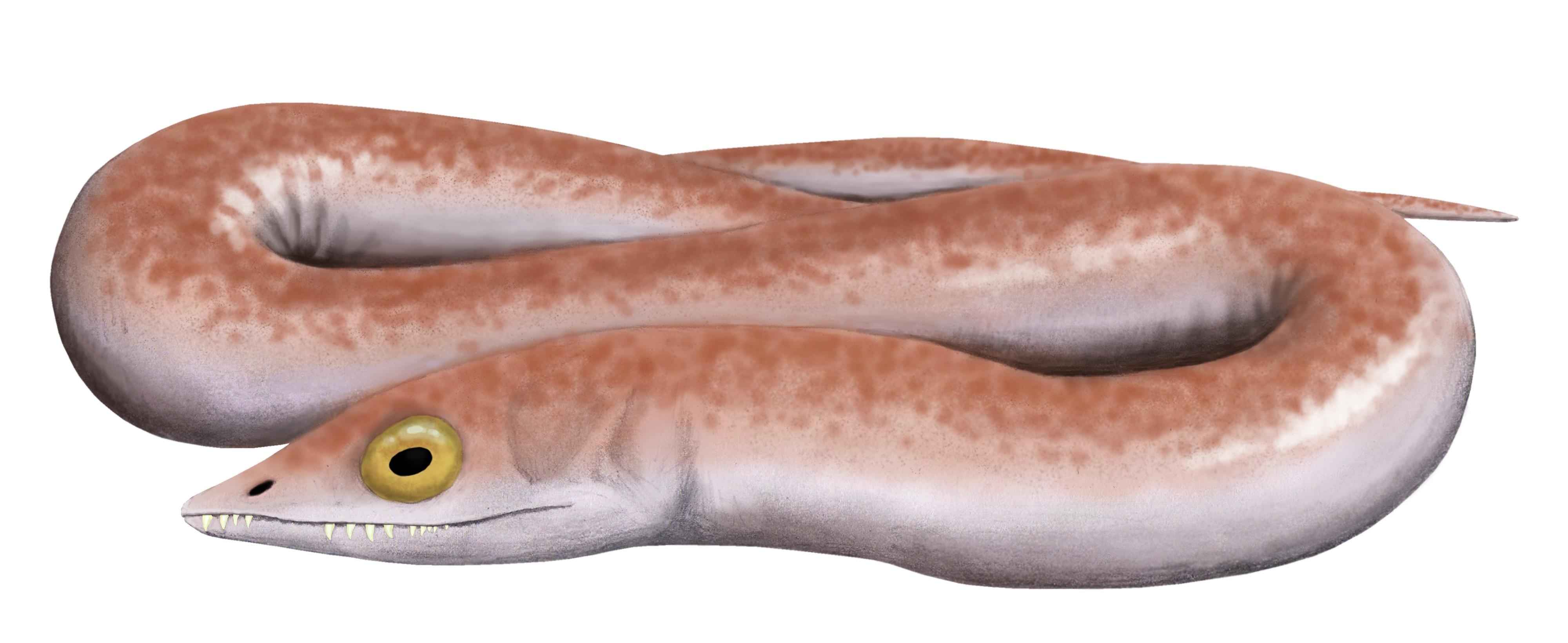
Ricostruzione di Phlegethontia

## Classificazione
Le parentele evolutive degli aistopodi con altri tetrapodi del Paleozoico non sono affatto chiare; il più antico aistopodo conosciuto, Lethiscus stocki, era già altamente specializzato e non permette di capire le possibili relazioni con altri gruppi. Gli aistopodi sono stati classificati nei lepospondili, insieme ai microsauri e ai nectridei, ma altri studiosi pensano che questo gruppo si sia originato prima della separazione tra batracomorfi e rettiliomorfi. Alcune forme sopravvissero anche nel Permiano inferiore.
Di seguito viene mostrato un cladogramma tratto dallo studio di Anderson e colleghi (2003):
|  | Coloraderpeton |
|  |                |
|  | Oestocephalus  |
|  |                |

|                  | Pseudophlegethontia                                           |
|                  |                                                               |
| Phlegethontiidae | \| \| Sillerpeton \| \| \| \| \| \| Phlegethontia \| \| \| \| |
|                  | \| \| Sillerpeton \| \| \| \| \| \| Phlegethontia \| \| \| \| |
|                  | Sillerpeton                                                   |
|                  |                                                               |
|                  | Phlegethontia                                                 |
|                  |                                                               |

|  | Sillerpeton   |
|  |               |
|  | Phlegethontia |
|  |               |

|  | Coloraderpeton |
|  |                |
|  | Oestocephalus  |
|  |                |

|                  | Pseudophlegethontia                                           |
|                  |                                                               |
| Phlegethontiidae | \| \| Sillerpeton \| \| \| \| \| \| Phlegethontia \| \| \| \| |
|                  | \| \| Sillerpeton \| \| \| \| \| \| Phlegethontia \| \| \| \| |
|                  | Sillerpeton                                                   |
|                  |                                                               |
|                  | Phlegethontia                                                 |
|                  |                                                               |

|  | Sillerpeton   |
|  |               |
|  | Phlegethontia |
|  |               |

|  | Coloraderpeton |
|  |                |
|  | Oestocephalus  |
|  |                |

|                  | Pseudophlegethontia                                           |
|                  |                                                               |
| Phlegethontiidae | \| \| Sillerpeton \| \| \| \| \| \| Phlegethontia \| \| \| \| |
|                  | \| \| Sillerpeton \| \| \| \| \| \| Phlegethontia \| \| \| \| |
|                  | Sillerpeton                                                   |
|                  |                                                               |
|                  | Phlegethontia                                                 |
|                  |                                                               |

|  | Sillerpeton   |
|  |               |
|  | Phlegethontia |
|  |               |

|  | Coloraderpeton |
|  |                |
|  | Oestocephalus  |
|  |                |

|                  | Pseudophlegethontia                                           |
|                  |                                                               |
| Phlegethontiidae | \| \| Sillerpeton \| \| \| \| \| \| Phlegethontia \| \| \| \| |
|                  | \| \| Sillerpeton \| \| \| \| \| \| Phlegethontia \| \| \| \| |
|                  | Sillerpeton                                                   |
|                  |                                                               |
|                  | Phlegethontia                                                 |
|                  |                                                               |

|  | Sillerpeton   |
|  |               |
|  | Phlegethontia |
|  |               |

|  | Coloraderpeton |
|  |                |
|  | Oestocephalus  |
|  |                |

|                  | Pseudophlegethontia                                           |
|                  |                                                               |
| Phlegethontiidae | \| \| Sillerpeton \| \| \| \| \| \| Phlegethontia \| \| \| \| |
|                  | \| \| Sillerpeton \| \| \| \| \| \| Phlegethontia \| \| \| \| |
|                  | Sillerpeton                                                   |
|                  |                                                               |
|                  | Phlegethontia                                                 |
|                  |                                                               |

|  | Sillerpeton   |
|  |               |
|  | Phlegethontia |
|  |               |

|  | Coloraderpeton |
|  |                |
|  | Oestocephalus  |
|  |                |

|                  | Pseudophlegethontia                                           |
|                  |                                                               |
| Phlegethontiidae | \| \| Sillerpeton \| \| \| \| \| \| Phlegethontia \| \| \| \| |
|                  | \| \| Sillerpeton \| \| \| \| \| \| Phlegethontia \| \| \| \| |
|                  | Sillerpeton                                                   |
|                  |                                                               |
|                  | Phlegethontia                                                 |
|                  |                                                               |

|  | Sillerpeton   |
|  |               |
|  | Phlegethontia |
|  |               |

|  | Coloraderpeton |
|  |                |
|  | Oestocephalus  |
|  |                |

|                  | Pseudophlegethontia                                           |
|                  |                                                               |
| Phlegethontiidae | \| \| Sillerpeton \| \| \| \| \| \| Phlegethontia \| \| \| \| |
|                  | \| \| Sillerpeton \| \| \| \| \| \| Phlegethontia \| \| \| \| |
|                  | Sillerpeton                                                   |
|                  |                                                               |
|                  | Phlegethontia                                                 |
|                  |                                                               |

|  | Sillerpeton   |
|  |               |
|  | Phlegethontia |
|  |               |

|  | Coloraderpeton |
|  |                |
|  | Oestocephalus  |
|  |                |

|                  | Pseudophlegethontia                                           |
|                  |                                                               |
| Phlegethontiidae | \| \| Sillerpeton \| \| \| \| \| \| Phlegethontia \| \| \| \| |
|                  | \| \| Sillerpeton \| \| \| \| \| \| Phlegethontia \| \| \| \| |
|                  | Sillerpeton                                                   |
|                  |                                                               |
|                  | Phlegethontia                                                 |
|                  |                                                               |

|  | Sillerpeton   |
|  |               |
|  | Phlegethontia |
|  |               |